# Камео Кірбі
«Камео Кірбі» (англ. Cameo Kirby) — німа чорно-біла драма 1923 року, що поставлена за п'єсою 1909 року, уже екранізованій в 1915 році.

## У ролях
- Джон Гілберт — Камео Кірбі
- Гертруда Олмтсед — Адель Рендал
- Алан Гейл — Полковник Моро
- Ерік Мейн — Полковник Рендал
- Вільям І. Лоуренс — Том Рендал
- Річард Такер — Кузен Аарон Рендал
- Філіпс Смолей — Суддя Плейделл
- Джек МакДональд — Ларкін Бунс
- Джин Артур — Енн Плейделл

## Цікаві факти
- Ім'я головного героя — Камео (Cameo) — може бути переведено як «Камея». Це прізвисько, яке за сюжетом він отримав як великий любитель камей.
- У фільмі дебютувала 23-х річна Джин Артур, майбутня зірка Голлівуду.
- «Камео Кірбі» — перший фільм Джона Форда, де в титрах він був вказаний саме як Джон Форд. У всіх попередніх фільмах Форд був вказаний як «Джек Форд». Справжнє ім'я Джона Форда — Джон Мартін Фіні (хоча пізніше він стверджував, що насправді його звуть Шон Алоізіус О'Фіні). Прізвище «Форд» Джон запозичив від псевдоніму свого старшого брата — Френсіса Форда.